# Camp Marmal
Camp Marmal es una base militar  de tropas alemanas ubicada en Afganistán y es la base más grande de la Bundeswehr fuera de Alemania. Está adyacente al Aeropuerto de Mazar-e Sarif en Mazar-i-Sharif, al pie de las montañas Hindu Kush. El campamento se abrió en septiembre de 2005 y se ha expandido en los últimos años. El campamento recibe su nombre de las montañas limítrofes de Marmal.
El campamento Marmal alberga a las tropas de TAAC - Norte que pertenecen a la Misión de Apoyo Resolutivo de la OTAN.
Más de 2.000 soldados están estacionados actualmente en Camp Marmal.
La base alberga un gran centro médico para las fuerzas de la ISAF y también para los civiles locales. La base estuvo muy involucrada en el apoyo a las operaciones de combate alemanas en Afganistán a principios de 2009.
- Datos: Q470684
- Multimedia: Camp Marmal / Q470684